# Насекин, Александр Александрович
Александр Александрович Насекин (5 января 1996, Тюмень) — российский биатлонист, чемпион России. Мастер спорта России.

## Биография
Воспитанник тюменского спорта. Биатлоном начал заниматься в 2012 году. Первый тренер — Белов Валерий Петрович, затем тренировался под руководством М. В. Кугаевского, С. А. Зольникова, Р. А. Зубрилова. На внутренних соревнованиях представлял Тюменскую область.
Неоднократный победитель и призёр юниорских соревнований российского уровня. В 2013 году на зимней Спартакиаде учащихся России стал чемпионом в индивидуальной гонке и смешанной эстафете и серебряным призёром в эстафете. Завоевал ряд наград на летнем и зимнем первенствах страны в 2014 и 2015 годах, в том числе в 2015 году две золотые медали в смешанной и одиночной смешанной эстафетах. В 2016 году стал победителем первенства России в гонке патрулей и серебряным призёром в суперспринте, в том же году на летнем первенстве — чемпионом в индивидуальной гонке и эстафете.
Участник юниорского чемпионата мира 2015 года в Раубичах в категории «до 19 лет», занял седьмое место в индивидуальной гонке, шестое — в спринте и 15-е — в гонке преследования. В 2017 году участвовал в юниорском чемпионате Европы в Нове-Место, где лучшим результатом стало 19-е место в гонке преследования. Участвовал в гонках юниорского Кубка IBU в сезоне 2016/17, стал победителем одного этапа в эстафете, а в личных видах лучшим результатом стало шестое место в спринте.
На взрослом уровне стал чемпионом России в 2020 году в патрульной гонке в составе сборной Тюменской области.
Летом 2020 года объявил о завершении спортивной карьеры.
Окончил Институт физкультуры при Тюменском государственном университете.